# Bernhard Krüger
Bernhard Krüger (; 26 de novembro de 1904 - 3 de janeiro de 1989) foi um membro do NSDAP, SS Sturmbannführer (Major) durante a Segunda Guerra Mundial e líder do Departamento VI F 4a, parte do ramo estrangeiro do SD no Reich Security Main Office (RSHA).
Este escritório do Serviço de Segurança do Partido Nazista (SD) era responsável, entre outras coisas, pela falsificação de passaportes e documentos. No contexto da Operação Bernhard, o SD falsificou notas de libra em grandes quantidades, financiando a Alemanha nazista com £ 600 milhões em moeda falsificada de alta qualidade (no valor aproximado de US$ 6 bilhões em 2009). Esta operação defalsificação recebeu o nome de Krüger, que liderou a operação em uma fábrica segregada construída no campo de concentração de Sachsenhausen, operada por 142 presos judeus.
Após a guerra, o major Krüger foi detido pelos britânicos durante dois anos e depois entregue aos franceses durante um ano, onde falsificou documentos para eles. Ele foi libertado em 1948 sem nenhuma acusação e retornou à Alemanha. Na década de 1950, ele compareceu a um tribunal de desnazificação, onde os presos sob sua responsabilidade em Sachsenhausen prestaram depoimentos que resultaram em sua absolvição. Ele acabou trabalhando para a empresa que produziu o papel especial para as falsificações da Operação Bernhard. Ele morreu em 1989.